# Monument (cântec)
Monument este o piesă a formației britanice Depeche Mode. Piesa a apărut pe albumul A Broken Frame, în 1982.